# Édouard des Places
Édouard des Places SJ (* 24. Juli 1900 in Le Coudray bei Vineuil; † 19. Januar 2000 in Paris) war ein französischer Klassischer Philologe.

## Leben
Édouard des Places, der einzige Sohn eines Kavallerieoffiziers, erhielt zunächst Privatunterricht und besuchte danach die Jesuitenschule in Montpellier, das Lycée Notre-Dame de Mongré in Villefranche-sur-Saône und die Jesuitenschule in Sainte-Foy-lès-Lyon. Nach dem Schulabschluss entschied er sich, selbst als Lehrer an Jesuitenschulen zu arbeiten. Am Ersten Weltkrieg nahm er nicht als Soldat teil, er unterrichtete aber im Rahmen des Militärdienstes Rhetorik an der Jesuitenschule in Beirut. Nach einem Besuch im Heiligen Land (1921) wurde er auf die Insel Jersey versetzt. Ab 1924 unterrichtete er Griechisch an der Jesuitenschule in Yzeure und bereitete gleichzeitig seine Promotion an der Sorbonne in Paris vor. Am 6. Juni 1929 wurde er mit einer von Paul Mazon betreuten Dissertation über die Partikeln bei Platon promoviert.
Beim Ausbruch des Zweiten Weltkriegs meldete sich des Places freiwillig als Feldgeistlicher beim 240. Infanterie-Regiment. Im Mai und Juni 1940 wurde er für seinen Einsatz lobend erwähnt. Bei Dünkirchen geriet er in deutsche Kriegsgefangenschaft und wurde zusammen mit anderen französischen Soldaten und Offizieren in das Internierungslager Westfalenhof bei Danzig verschleppt. In der Gefangenschaft hielt des Places gemeinsam mit Paul Ricœur und anderen Vorlesungen für die französischen Kriegsgefangenen.
Nach der Repatriierung im Januar 1941 unterrichtete des Places zunächst in Mongré, ab 1944 wieder in Yzeure. 1945 war er für kurze Zeit als Feldgeistlicher im französisch besetzten Deutschland tätig. Ab 1946 hatte er Vertretungsstellen am Institut Catholique de Paris und am Institut des Hautes Études Scientifiques inne. Eine feste Anstellung erhielt er 1948 am Päpstlichen Bibelinstitut in Rom, wo er bis zu seiner Pensionierung (1966) Bibliotheksdirektor war. Neben dieser Tätigkeit hielt er auch bis 1982 Lehrveranstaltungen am Institut ab. 1995, im Alter von 95 Jahren, zog er nach Paris, wo er am 19. Januar 2000 starb, wenige Monate vor Vollendung seines 100. Lebensjahres.

## Leistungen
Édouard des Places betrieb bis ins hohe Alter intensiv philologische Forschung. Seine Spezialgebiete waren die griechische Patristik und Philosophie, besonders die Geschichte des Platonismus. Für seine Forschungsarbeit nutzte er die dichte akademische Landschaft der Stadt Rom: Er arbeitete im Deutschen Archäologischen Institut, an der École française, an der American Academy, in der britischen Botschaft und am Centre St-Louis.
Als Forscher genoss Édouard des Places internationalen Ruhm. In Frankreich wurde er zum Ritter der Ehrenlegion geschlagen und zum korrespondierenden Mitglied der Académie des Inscriptions et Belles-Lettres gewählt. Des Places stand mit Wissenschaftlern aus aller Welt in Kontakt, darunter Werner Jaeger, Wolfgang Schadewaldt, Reinhold Merkelbach, Carl Andresen, Heinrich Dörrie, Hermann Dörries, Max Pohlenz, Franz Cumont, Henry Chadwick, Nigel Guy Wilson, Hugh Lloyd-Jones, John M. Dillon, Alain-Philippe Segonds, Robert Turcan, Jacqueline de Romilly, Jean Irigoin, Jacques Jouanna, François Jouan und Ernst Vogt.